# Reichenbachia fusticornis
Reichenbachia fusticornis är en skalbaggsart som beskrevs av Thomas Casey 1897. Reichenbachia fusticornis ingår i släktet Reichenbachia och familjen kortvingar. Inga underarter finns listade i Catalogue of Life.